# Jacques-Antoine Arlaud

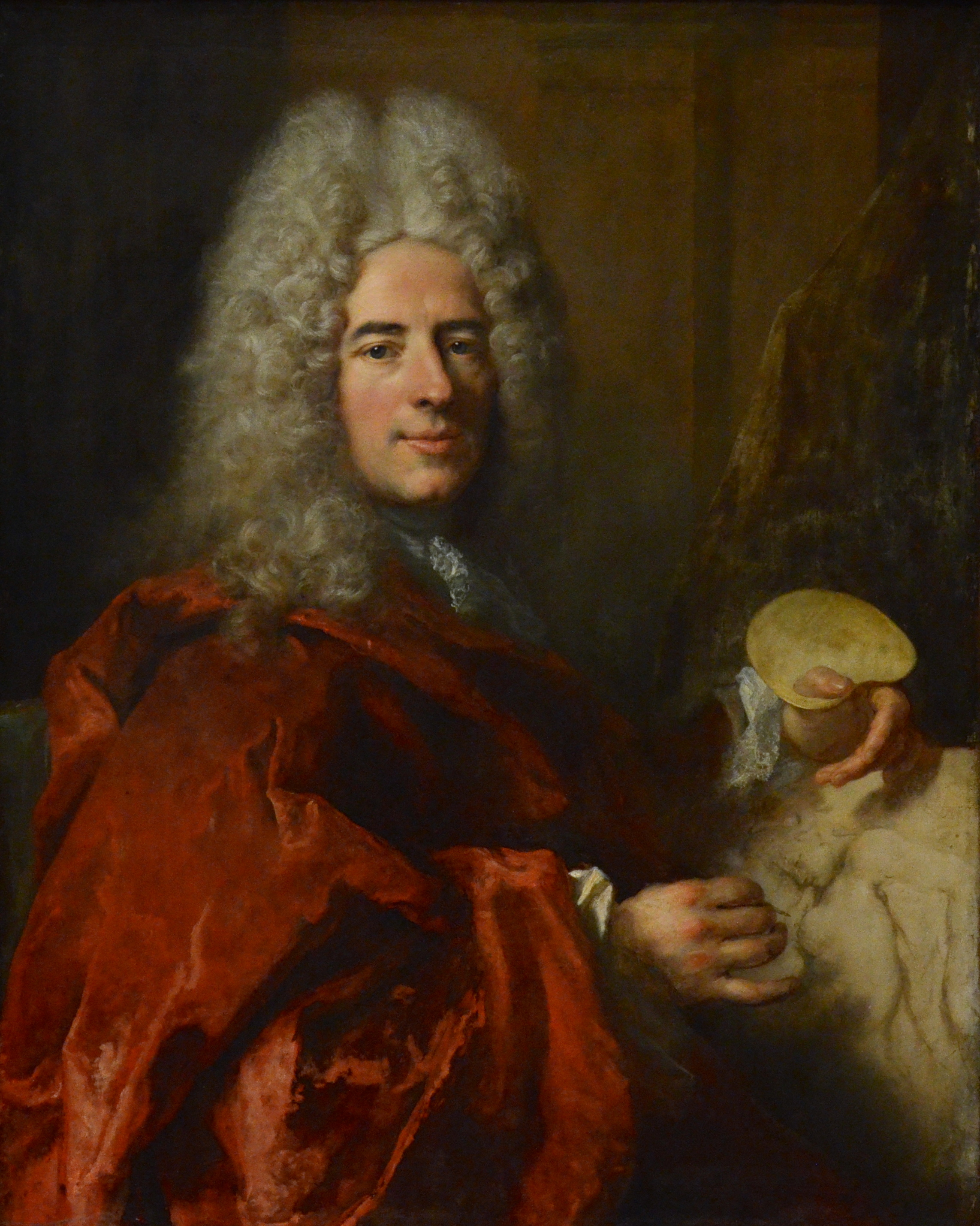
Nicolas de Largillière, Porträt des Jacques-Antoine Arlaud Leda Michelangelos kopierend, 1714, Öl auf Leinwand 92 × 74 cm, Musée d'Art et d’Histoire Genf

Jacques-Antoine Arlaud (* 18. Mai 1668 in Genf; † 25. Mai 1743 ebenda) war ein Genfer Miniaturmaler und Porträtist.

## Leben
Jacques-Antoine Arlaud wurde 1668 als Sohn des wohlhabenden Uhrmachers Henri Arlaud und der Jeanne Dassier geboren. Im Jahr 1683 wurde er Schüler an der Genfer Akademie, später studierte er in Genf, Dijon und Paris. In den Jahren 1688 bis 1729 arbeitete er als Miniaturist in Paris und war dort Lehrer des Regenten Herzog Philipp von Orléans, der ihn später förderte, was ihm einigen Wohlstand einbrachte.
Im Jahr 1715 hielt er sich in Genf auf und wurde von der Genfer Regierung mit mehreren diplomatischen Missionen beauftragt. 1721 hielt er sich in London auf, wo er sich mit Isaac Newton anfreundete. Hier malte er zahlreiche Porträts von Mitgliedern des Königshauses. Als er 1729 nach Genf zurückkehrte, war er ein reicher Mann und besass eine umfassende Kunstsammlung. Im Jahr 1741 wurde er zu einem der Direktoren der Bibliothek von Genf, der er später einen Teil seines Besitzes an Büchern und Gemälden vermachte.